# Coupe de La Réunion de football 2009
Navigation
Édition précédente Édition suivante
La Coupe de La Réunion de football 2009 est la 43e édition de la compétition.

## Changements
Pour la première fois, tous les clubs des divisions D1P, D2R, D2D et D3D ont été intégrés dans le calendrier et participeront à la coupe. Ce qui permet à la coupe d'atteindre le nombre de 117 participants.

### Nombre d'équipes par division
- 14 clubs de D1P
- 14 clubs de D2R (superD2)
- 13 clubs de D3D Poule A
- 14 clubs de D3D Poule B
- 12 clubs de D3D Poule C
- 12 clubs de D2D Poule A
- 12 clubs de D2D Poule B
- 12 clubs de D2D Poule C

## 32efinale
| 20 mai 2009 | JSC Ravine Creuse | 1-3 | S.D.E.F.A |  |  |
|             |                   |     |           |  |  |

| 20 mai 2009 | SS Saint-Louisienne | 2-0 | Ol Saint-Louisienne |  |  |
|             |                     |     |                     |  |  |

| 20 mai 2009 | Jean Petit FC | 1-2 | JS Vincendo | Stade Raphaël Babet |  |
|             |               |     |             |                     |  |

| 20 mai 2009 | St-Denis Fav'Sp | 0-4 | AS Chaudron | Stade Jean-Ivoula |  |
|             |                 |     |             |                   |  |

| 20 mai 2009 | JS Champbornoise | 1-4 | SS Gauloise |  |  |
|             |                  |     |             |  |  |

| 20 mai 2009 | Ent Ste-Suzanne Bag | 3-0 | AS Red Star |  |  |
|             |                     |     |             |  |  |

| 20 mai 2009 | JS Piton St-Leu | 1-0 | A Mélanz Kartié | Stade Saint-Leu |  |
|             |                 |     |                 |                 |  |

| 20 mai 2009 | aS Monaco | 0-6 | JS Saint-Pierroise |  |  |
|             |           |     |                    |  |  |

| 20 mai 2009 | AS Possession | 2-1(a.p) | Mouvt Jeune Culturel |  |  |
|             |               |          |                      |  |  |

| 20 mai 2009 | AJ Petite Ile | 4-1 | FC Panonnais |  |  |
|             |               |     |              |  |  |

| 20 mai 2009 | AS St-Philippe | 4-0 | ES Entre-Deux |  |  |
|             |                |     |               |  |  |

| 20 mai 2009 | FC Avirons | 2-2(7 tab 6) | GS de Bérive |  |  |
|             |            |              |              |  |  |

| 20 mai 2009 | FC Ligne Paradis | 0-2 | Saint-Denis FC |  |  |
|             |                  |     |                |  |  |

| 21 mai 2009 | EF Saint-Gilles | 0-7 | US Sainte-Anne |  |  |
|             |                 |     |                |  |  |

| 21 mai 2009 | AJS Portoise | 1-4 | Saint-Pauloise FC |  |  |
|             |              |     |                   |  |  |

| 21 mai 2009 | SC Chaudron | 1-9 | CO Terre Sainte |  |  |
|             |             |     |                 |  |  |

| 21 mai 2009 | FC 17e KM | 0-2 | SS Capricorne |  |  |
|             |           |     |               |  |  |

| 21 mai 2009 | Cilaos FC | 3-2 | US Bénédictine |  |  |
|             |           |     |                |  |  |

| 21 mai 2009 | AS Colimaçons | 2-1 | FC Bois de Nèfles | Stade Saint-Leu |  |
|             |               |     |                   |                 |  |

| 21 mai 2009 | ASC Saint-Etienne | 0-1 | Tampon FC |  |  |
|             |                   |     |           |  |  |

| 21 mai 2009 | Etoile du Sud | 1-3 | CS Saint-Gilles |  |  |
|             |               |     |                 |  |  |

| 21 mai 2009 | AS Eperon | 4-0 | JS Bois de Nèfles |  |  |
|             |           |     |                   |  |  |

| 21 mai 2009 | JS Cressonnière | 2-2 (5 tab 6) | AS Saint-Yves |  |  |
|             |                 |               |               |  |  |

| 21 mai 2009 | OCSA Les Léopards | 0-3 | AFC Halte-Là |  |  |
|             |                   |     |              |  |  |

| 21 mai 2009 | US Stade Tamponnaise | 6-0 | FC Moufia |  |  |
|             |                      |     |           |  |  |

| 21 mai 2009 | SS Rivière-Sports | 4-1 | US Grand Bois |  |  |
|             |                   |     |               |  |  |

| 21 mai 2009 | Les Oliviers | 2-7 | US Sainte-Marienne |  |  |
|             |              |     |                    |  |  |

| 21 mai 2009 | SS Jeanne d'Arc | 11-1 | AJS Saint-Denis |  |  |
|             |                 |      |                 |  |  |

| 21 mai 2009 | ASC FC Ouest | 3-2 | AS Sainte-Rose |  |  |
|             |              |     |                |  |  |

| 27 mai 2009 | AS Marsouins | 3-2 | aS Corbeil | Stade Saint-Leu |  |
|             |              |     |            |                 |  |

| 27 mai 2009 | AS Excelsior | 10-1 | FC Hellbourg | Stade Raphaël Babet |  |
|             |              |      |              |                     |  |

| 3 juin 2009 | Trois Bassins FC | 8-1 | AJS Portail |  |  |
|             |                  |     |             |  |  |

## Seizièmes de finale
| 2 septembre 2009 | AS Colimaçons | 0-2 | SS Rivière-Sports | Stade Saint-Leu                          |
|                  |               |     |                   | Arbitrage : Vanechy Lilian Georges Marie |

| 11 septembre 2009 | AS Marsouins              | 3-0 | AS Saint-Philippe | Stade Saint-Leu                                 |                                                 |
|                   | Courcet , Pamphil , Amisy |     |                   | Arbitrage : Nehoua Nathia Jean Philippe Maximin | Arbitrage : Nehoua Nathia Jean Philippe Maximin |

| 12 septembre 2009 | Cilaos FC | 0-2 | SS Gauloise                    | Stade Irenee Accot             |                                |
|                   |           |     | L. Rehamonja 5e, E. Réoune 29e | Arbitrage : Telegone Yves Rene | Arbitrage : Telegone Yves Rene |

| 12 septembre 2009 | AS Eperon | 3-5 (a.p) | Trois Bassins FC | Stade Olympique Julius Benard            |
|                   |           |           |                  | Arbitrage : Vanechy Lilian Georges Marie |

| 12 septembre 2009 | JS Vincendo             | 2-2 (4 tab 3) | AJ Petite Ile               | Stade Raphaël Babet           |                               |
|                   | Ganofsky 89e, Maur 101e |               | Salomon Kéhi 35e, Bègue 96e | Arbitrage : Miquel Jean Louis | Arbitrage : Miquel Jean Louis |

| 12 septembre 2009 | FC Avirons               | 2-1 | Tampon FC        | Stade Paulo Brabant             |                                 |
|                   | Benayad 3e, C. Futol 82e |     | T. Kaimandio 61e | Arbitrage : Clain Samuel Gesner | Arbitrage : Clain Samuel Gesner |

| 12 septembre 2009 | Ent Ste-Suzanne Bag | 0-1 | SS Capricorne | Stade Georges Repiquet       |                              |
|                   |                     |     | Paginadon 10e | Arbitrage : Roulis Jean Paul | Arbitrage : Roulis Jean Paul |

| 12 septembre 2009 | SS Saint-Louisienne                                        | 6-0 | US Sainte-Anne | Stade Theophile Hoarau (A) |                            |
|                   | Visnelda 22e, Lilian 55e 57e, Songoro 69e, Hessler 85e 89e |     |                | Arbitrage : Crescence Eddy | Arbitrage : Crescence Eddy |

| 12 septembre 2009 | Jeanne d'Arc                | 3-1 | CS Saint-Gilles | Stade Georges Lambrakis (A)         |                                     |
|                   | R. Chelbon 6e 22e, Rija 51e |     | Doyon 78e       | Arbitrage : Fontaine Stephane Bruno | Arbitrage : Fontaine Stephane Bruno |

| 23 septembre 2009 | AFC Halte-Là | 1-5 | Saint-Pauloise FC                                       | Stade Youri Gagarine            |                                 |
|                   | Gamga        |     | J-C Christian (s.p) , G.Hubert , François , A. Rasolofo | Arbitrage : Clain Samuel Gesner | Arbitrage : Clain Samuel Gesner |

| 23 septembre 2009 | JS Piton Saint-Leu | 1-2 | US Stade Tamponnaise     | Stade Saint-Leu          |                          |
|                   | Angalama 17e       |     | Caro 13e, Eric Farro 15e | Arbitrage : Turpin Bruno | Arbitrage : Turpin Bruno |

| 23 septembre 2009 | CO Terre Sainte    | 1-0(a.p) | AS Possession | Stade Joffre Labenne                 |                                      |
|                   | Cheik Gadiaga 109e |          |               | Arbitrage : Macoral Andre Jean Serge | Arbitrage : Macoral Andre Jean Serge |

| 23 septembre 2009 | AS Saint-Yves | 1-11 | US Sainte-Marienne                                  | Stade Klebert Picard           |                                |
|                   | J. Bègue      |      | S. K'Bidy, J. Robert, Y. Guichard, Praud, G. Pigrée | Arbitrage : Telegone Yves Rene | Arbitrage : Telegone Yves Rene |

| 23 septembre 2009 | ASC FC Ouest | 0-2 | JS Saint-Pierroise              | Stade Olympique Julius Benard |                            |
|                   |              |     | S. Leveneur 14e, J. Elcaman 90e | Arbitrage : Hoareau Marius    | Arbitrage : Hoareau Marius |

| 23 septembre 2009 | AS Excelsior | 0-1 | S.D.E.F.A   | Stade Raphaël Babet                 |                                     |
|                   |              |     | Sumatra 33e | Arbitrage : Fontaine Stephane Bruno | Arbitrage : Fontaine Stephane Bruno |

| 4 octobre 2009 | Saint-Denis FC                 | 4-0 | AS Chaudron | Stade Jean-Ivoula              |                                |
|                | Vallant , A. Técher , Devallet |     |             | Arbitrage : Telegone Yves Rene | Arbitrage : Telegone Yves Rene |

## Huitièmes de finale
| 31 octobre 2009 | SS Gauloise         | 1-0 | FC Avirons | Stade Paul Moreau (Piscine)         |                                     |
|                 | Mathieu Welmant 13e |     |            | Arbitrage : Commandant Jean Fabrice | Arbitrage : Commandant Jean Fabrice |

| 31 octobre 2009 | US Stade Tamponnaise                 | 2-0 | Trois Bassins FC | Stade Klebert Picard            |                                 |
|                 | Eric Farro 51e, Jimmy Cundassamy 73e |     |                  | Arbitrage : Dubec Steeve Gerard | Arbitrage : Dubec Steeve Gerard |

| 31 octobre 2009 | SS Capricorne | 1-0 | CO Terre Sainte | Stade Joffre Labenne       |                            |
|                 | Clain 3e      |     |                 | Arbitrage : Crescence Eddy | Arbitrage : Crescence Eddy |

| 31 octobre 2009 | US Sainte-Marienne                                                     | 4-3 a.p | Saint-Denis FC                                   | Stade Duparc                                   |                                                |
|                 | Giovanni M'doihama 50e, Gabriel Pigrée 75e, M'doihama 78e, Britton 95e |         | John Babas 20e, Sébastien Lépinay 57e Praxis 85e | Arbitrage : Nehoua Natiha Jean Philippe Maxime | Arbitrage : Nehoua Natiha Jean Philippe Maxime |

| 31 octobre 2009 | Jeanne d'Arc          | 1-0 | S.D.E.F.A | Stade Georges Lambrakis (A)       |                                   |
|                 | Emmanuel Delouise 66e |     |           | Arbitrage : Chassan Ghislain Eric | Arbitrage : Chassan Ghislain Eric |

| 31 octobre 2009 | Saint-Pauloise FC | 1-3 a.p | SS Saint-Louisienne                     | Stade Olympique Julius Benard |                          |
|                 | Larry Edmond 88e  |         | Olivier Tarnet 58e, Willy Visnelda 119e | Arbitrage : Turpin Bruno      | Arbitrage : Turpin Bruno |

| 31 octobre 2009 | AS Marsouins    | 2-0 | SS Rivière-Sports | Stade Saint-Leu                      |                                      |
|                 | Pamphil 62e 87e |     |                   | Arbitrage : Macoral Andre Jean Serge | Arbitrage : Macoral Andre Jean Serge |

| 31 octobre 2009 | JS Saint-Pierroise     | 2-0 | JS Vincendo | Stade Michel-Volnay               |                                   |
|                 | Quentin Boesso 28e 81e |     |             | Arbitrage : Chassan Ghislain Eric | Arbitrage : Chassan Ghislain Eric |

## Quarts de finale
| 10 novembre 2009 | SS Capricorne | 0-1 | AS Marsouins | Stade Theophile Hoarau (A) |                           |
|                  |               |     | Pamphil 61e  | Arbitrage : Quenet Marius  | Arbitrage : Quenet Marius |

| 10 novembre 2009 | SS Gauloise              | 2-3 a.p | Jeanne d'Arc                  | Stade Duparc                      |                                   |
|                  | J. Chaul 7e, F.Payet 63e |         | Noro 12e 104e, D. Rivière 90e | Arbitrage : Chassan Ghislain Eric | Arbitrage : Chassan Ghislain Eric |

| 11 novembre 2009             | US Sainte-Marienne | 0-0                                             | SS Saint-Louisienne | Stade Olympique Julius Benard |
|                              |                    |                                                 |                     | Arbitrage : Crescence Eddy    |
| Giovanni M'Doihama · Britton | Tirs au but 2–3    | Salah Ali Bacar · Cédric Equerre · David Latour |                     |                               |

| 21 novembre 2009 | US Stade Tamponnaise                            | 3-1 | JS Saint-Pierroise | Stade Olympique Julius Benard       |                                     |
|                  | A.Sacko 12e, Ravenne 47e (csc), M. Fontaine 48e |     | Quentin Boesso 3e  | Arbitrage : Ringuin Velleyen Didier | Arbitrage : Ringuin Velleyen Didier |

## Demi-finales
| 28 novembre 2009 | Jeanne d'Arc    | 0-0 | AS Marsouins | Stade Olympique Julius Benard |  |
|                  |                 |     |              |                               |  |
|                  | Tirs au but 4-3 |     |              |                               |  |

| 29 novembre 2009 | US Stade Tamponnaise | 1-1 | SS Saint-Louisienne | Stade Michel-Volnay |  |
|                  | G. Benard 44e        |     | Willy Visnelda 20e  |                     |  |
|                  | Tirs au but 4-2      |     |                     |                     |  |

## Finale
| 6 décembre 2009 | Jeanne d'Arc | 0-2 | US Stade Tamponnaise          | Stade Olympique Julius Benard |
|                 |              |     | G. Sangoro 37e, A. Sophie 86e |                               |

| Vainqueurs de la coupe de la Réunion 2009 US Stade Tamponnaise 6e Titre |

## Meilleurs buteurs
| Noms (Club) | Noms (Club)                          | Buts |
| ----------- | ------------------------------------ | ---- |
| 1.          | Pamphil (AS Marsouins)               | 4    |
| 1.          | Willy Visnelda (SS Saint-Louisienne) | 4    |
| 3.          | Quentin Boesso (JS Saint-Pierroise)  | 3    |
| 4.          | Eric Farro (US Stade Tamponnaise)    | 2    |

## Sources
(fr) Site de la LRF (Ligue Réunionnaise de Football)